# Ataque Trompowsky
|       |       |       |       |       |       |       |       |       |  |
|       | a8 rd | b8 nd | c8 bd | d8 qd | e8 kd | f8 bd | g8    | h8 rd |  |
| a7 pd | b7 pd | c7 pd | d7 pd | e7 pd | f7 pd | g7 pd | h7 pd |       |  |
| a6    | b6    | c6    | d6    | e6    | f6 nd | g6    | h6    |       |  |
| a5    | b5    | c5    | d5    | e5    | f5    | g5 bl | h5    |       |  |
| a4    | b4    | c4    | d4 pl | e4    | f4    | g4    | h4    |       |  |
| a3    | b3    | c3    | d3    | e3    | f3    | g3    | h3    |       |  |
| a2 pl | b2 pl | c2 pl | d2    | e2 pl | f2 pl | g2 pl | h2 pl |       |  |
| a1 rl | b1 nl | c1    | d1 ql | e1 kl | f1 bl | g1 nl | h1 rl |       |  |
|       |       |       |       |       |       |       |       |       |  |

El Ataque Trompowsky es una apertura de ajedrez semicerrada que se caracteriza por los movimientos (en notación algebraica) 1.d4 Cf6 2.Ag5; el propósito de las blancas es doblar los peones negros.
El Ataque Trompovsky (ECO A45) es un importante sistema para jugar una apertura cerrada. Se trata de una estructura sólida y que genera partidas tácticas. Debe su nombre al maestro brasileño Octávio Trompowsky, que lo utilizó con éxito en los años 1930 y 1940. Aunque se parezca, en principio, no hay que confundirlo con el Ataque Torre, el desarrollo tardío del caballo cambia mucho las cosas. La idea de 2.Ag5 es muy simple, cambiarlo por el caballo de f6, doblando los peones al negro y llegar a un final favorable. El inconveniente que tiene es que el blanco se desprende, prematuramente, de la pareja de alfiles. Así, las negras tienen dos opciones, o jugar e6 para tomar con dama y aprovechar su pareja de alfiles, o evitar el cambio jugando Ce4 —línea principal—. Si se juega puede optar por estructuras similares a la Defensa francesa, o por el fianchetto del alfil. Las blancas, por su lado, tratarán de montar un ataque en el flanco de rey, para lo que enrocarán largo. También se puede optar por dejarse doblar los peones.
Línea principal
1.d4 Cf6

2.Ag5
1.d4 Cf6 2.Ag5 Ce4 Línea principal
1.d4 Cf6 2.Ag5 Ce4 3.Ah4 g5 4.f3 gxh4 5.fxe4 c5
1.d4 Cf6 2.Ag5 e6 Segunda línea
1.d4 Cf6 2.Ag5 e6 3.e4 h6 4.Axf6 Dxf6 5.Cf3
1.d4 Cf6 2.Ag5 e6 3.e4 h6 4.Axf6 Dxf6 5.Cf3 d5 6.e5 Dd8 7.Ad3 c5
1.d4 Cf6 2.Ag5 e6 3.e4 h6 4.Axf6 Dxf6 5.Cf3 g6 6.Cc3 d6 7.Ad3 Ag7
1.d4 Cf6 2.Ag5 d5 3.Axf6 exf6
1.d4 Cf6 2.Ag5 c5 3.Axf6 gxf6
1.d4 Cf6 2.Ag5 g6 3.Axf6 exf6 4.e4 Ag7